# 龙源坝镇
龙源坝镇，是中华人民共和国江西省赣州市全南县下辖的一个乡镇级行政单位。

## 行政区划
龙源坝镇下辖以下地区：
龙源坝村、雅溪村、镇头村、炉坑村、坪山村、寨下村、水背村和上窖村。